# Episinus bicorniger
Episinus bicorniger är en spindelart som först beskrevs av Simon 1894.  Episinus bicorniger ingår i släktet Episinus och familjen klotspindlar. Inga underarter finns listade i Catalogue of Life.